# Щедрий вечір
Щедрий вечір (Маланка, Маланія, Василів вечір) — вечір 31 грудня.
Святкування його походить від стародавньої (дохристиянської) віри. За християнським календарем — це також день преподобної Меланії (Меланки, Маланки, Миланки). Меланка-Вода приходить на щедрий вечір разом із Василем-Місяцем сповістити господарів про наступні свята та справити гостини, які в народі так і називають — гостини Меланки.
У народній традиції обидва свята об'єдналися в Щедрий вечір, або свято Меланки.
В ряді західних регіонів України, зокрема, в Галичині Щедрим (Другим Святим вечором) називають вечір 5 січня напередодні Водохреща (в інших регіонах цей вечір знано як Голодна кутя).

## Міф про Меланку (Миланку)
За стародавнім міфом  окрім сина, у всеєдиного Лада, вірного побратима бога Місяця, була ще донька, яку всі називали Миланкою, бо вона була така мила й чарівна. 
Одного разу коли князь-Місяць був на полюванні, лютий змій викрав із срібного терема Миланку й запроторив у підземне царство. Визволив її славний богатир Безпальчик-Васильчик і з нею одружився. Ось чому на Щедрий Вечір ще святкують Василя, у жертву приносять свиню, яка вважається місячною твариною, а Васильчик став покровителем цих тварин. Тому, за народними звичаями, на Меланку готували свинячі нутрощі, по них ворожили, який буде врожай, а зі свинячих ніжок варили «дриглю», щоб у людей не боліли ноги. Вшановували Меланку-Миланку за якомога багатшими столами, бо то є продовження Щедрого Вечора з усіма його добрими богами і душами предків.

## Святкування
Зранку цього дня починають готувати другу обрядову кутю — щедру. На відміну від багатої, її можна заправляти скоромниною. Як і на багатий вечір, кутю також ставлять на покуті. Крім того, господині печуть млинці, готують пироги та вареники з сиром, щоб обдаровувати щедрувальників та посівальників.
Стравам приділяється дуже важлива роль: вважається, що чим більше розмаїття на столі в цей день, тим щедрішим буде наступний рік. Страви мають бути дуже ситні, але, наприклад, готувати рибу - погана прикмета, адже з дому може "уплити" щастя. А от страви зі свинини готуються обов'язково, оскільки саме ця тварина символізує достаток в домі.  Традиційно зі свинини готують холодець, кров’янку, ковбаси, верещаку, сало, фарширують цілою, тощо .
Звечора і до півночі щедрувальники обходять оселі. За давньою традицією, новорічні обходи маланкарів, як і різдвяних колядників, відбуваються після заходу Сонця, тобто тоді, коли володарює усяка нечиста сила. Дівчата-підлітки поодинці чи гуртом оббігають сусідів, щоб защедрувати.
На Меланки ходять також і парубоцькі гурти. Вони називаються «водити Меланку». Хлопці в масках висловлюють добрі побажання, веселять піснями, танцями, жартівливими сценками. Один з них, зазвичай, перевдягнений в жіноче вбрання і його називають Меланкою.
За давнім звичаєм перебрані, закінчивши ритуальний обхід, вранці йшли на роздоріжжя палити «Діда», або «Дідуха», — снопи, соломи, що стояли на покуті від Святого вечора до Нового року, потім стрибали через багаття. Це мало очистити від спілкування з нечистою силою.
А наступного дня, коли починає світати, йдуть посівати зерном. Зерно беруть у рукавицю або в торбину. Спочатку йдуть до хрещених батьків та інших родичів і близьких. Зайшовши до хати, посівальник сіє зерном і вітає всіх з Новим роком:
 Сію, вію, посіваю, з Новим роком поздоровляю! 

 На щастя, на здоров'я та на Новий рік, 

 Щоб уродило краще, ніж торік, -

 Жито, пшениця і всяка пашниця,

 Коноплі під стелю на велику куделю.

 Будьте здорові з Новим роком та з Василем!

 Дай, Боже!
Перший посівальник на Новий рік приносить до хати щастя. За народним віруванням, дівчата щастя не приносять — тільки хлопці, а тому посівати дівчатам не годиться.

## Вірування та ворожіння
З щедрою кутею пов'язано багато побутових обрядів. Так, щоб залагодити якийсь конфлікт, сусіди йшли один до одного миритися, аби «Новий рік зустріти в мирі і злагоді». Хлопці, котрі перед цим «отримали гарбуза», вдруге засилали сватів з надією на згоду.
Ввечері цього дня дівчата ворожать.
За давнім звичаєм, коли дівчата починали ворожити, парубки викрадали в них вдома ворота або хвіртки, хоч би як не стерегли господарі. Щоб повернути втрату, батько дівчини мусив ставити могорич.
В різних районах України існують свої форми ворожіння. Ось деякі з них:
- виходять на вулицю, і яка тварина зустрінеться першою — таким і буде суджений: якщо пес, то лихим, а життя собачим, вівця — тихим і сумирним тощо;
- біля воріт насипають три купки зерна, а вранці перевіряють: якщо нечіпане, то сімейне життя буде щасливим, і навпаки;
- кладуть під подушку гребінця і, лягаючи спати, промовляють: «Суджений-ряджений, розчеши мені голову!». Хто присниться, з тим і випаде одружитись;
- або перед сном кладуть в тарілку з водою кілька цурпалків з віника, приказуючи: «Суджений-ряджений перевези через місток». Якщо вранці цурпалка пристала до вінця, то дівчина побереться з тим, хто їй наснився.

## Прикмети
Окрім ворожіння, в новорічну ніч люди намагалися завбачувати прикмети. Ось деякі з них:
- якщо ніч проти Нового року тиха і ясна, буде щасливий рік не тільки для людей, а й для худоби;
- якщо сонце високо зійде, увесь рік буде щасливим, а особливо добрим буде врожай садовини;
- якщо іній рясно вкриває всі дерева, буде врожай на зернові та гарний медозбір;
- якщо падає м'який сніг, — на врожай, а коли тепло, то літо буде дощовим;
- який перший день у Новому році, то й рік буде такий;
- якщо на Меланії відлига, то чекали теплого літа

## Щедрівки

### Щедрик ведрик
Щедрик ведрик,

 Дайте вареник,

 Грудочку кашки,

 Кільце ковбаски,

 Ще того мало -

 Дайте ще сала;

 Ще того трішки -

 дайте лемішки;

 (Або) дайте ковбасу,

 (Я до) дому понесу,

 (А) як дасте кишку,

 То з'їм в затишку!

### Ой сивая та і зозулечка
Ой сивая та і зозулечка.

 Щедрий вечір, добрий вечір,

 Добрим людям на здоров'я!

 Усі сади та і облітала,

 Щедрий вечір, добрий вечір,

 Добрим людям на здоров'я!

 А в одному та і не бувала.

 Щедрий вечір, добрий вечір,

 Добрим людям на здоров'я!

 А в тім саду три тереми:

 Щедрий вечір, добрий вечір,

 Добрим людям на здоров'я!

 У першому - красне сонце,

 Щедрий вечір, добрий вечір,

 Добрим людям на здоров'я!

 У другому - ясен місяць,

 Щедрий вечір, добрий вечір,

 Добрим людям на здоров'я!

 А в третьому - дрібні зірки,

 Щедрий вечір, добрий вечір,

 Добрим людям на здоров'я!

 Ясен місяць - пан господар,

 Щедрий вечір, добрий вечір,

 Добрим людям на здоров'я!

 Красне сонце - жона його,

 Щедрий вечір, добрий вечір,

 Добрим людям на здоров'я!

 Дрібні зірки - його дітки,

 Щедрий вечір, добрий вечір,

 Добрим людям на здоров'я!

### Щедрик, щедрик, щедрівочка

#### Перша версія
Щедрик-щедрик-щедрівочка

Прилетіла Ластівочка

Стала собі щебетати

Господаря викликати

Вийди-вийди Господарю

Подивися на Кошару

Там Овечки покотились

А Ягнички народились

В Тебе Товар весь хороший

Будеш мати мірку грошей

Хоч не гроші то полова

В Тебе Жінка чорноброва

Щедрик-щедрик-щедрівочка

Прилетіла Ластівочка

#### Друга версія
Прилетіла Ластівочка | (2)

А як сіла на Край Хати

Тай начала щебетати | (2)

Тай начала щебетати

Господаря викликати | (2)

Вийди-вийди Господарю

Подивися на Кошару | (2)

Там Ягнички покотилися

Баранчики породилися | (2)

А Ягнички-Каплавушки

Дівкам-Хлопцям на кожушки | (2)

Баранчики Круторогі

Вибрикують на Оборі | (2)

Ой Хазяїну-Хазяїночку

А в (У) Вашій Хаті як у Віночку | (2)

А в (У) Вас у Хаті як у Віночку

Висить Рушник на Кілочку | (2)

А Ваш Товар весь хороший

Будете мати мірку грошей | (2)

Як не грошей то полови

В Вашої Жінки чорнії брови | (2)

Щедрий Вечір Добрий Вечір

Добрим людям на Весь-Вечір | (2)

Добрий Вечір !

### На щастя, на здоров'я
На щастя, на здоров'я, на нове літо!

 Роди, Боже, жито й пшеницю й всяку пашницю.

 Та будьте здорові і з Новим Роком і з Василем!